# Mae Nam Pran Buri
Der Mae Nam Pran Buri (thailändisch แม่น้ำปราณบุรี), auch Mae Nam Pran oder nur Pranburi, ist ein Fluss auf der Malaiischen Halbinsel. Er fließt durch die thailändische Provinz Prachual Khiri Khan.
Seinen Ursprung hat der Mae Nam Pran Buri im südlichen Teil des Nationalparks Kaeng Krachan. Er hat ein Wassereinzugsgebiet von rund 2000 km², und nach rund 130 Kilometern fließt er in den Golf von Thailand. Einzige größere Ansiedlung am Fluss ist die Stadt Pran Buri. 

## Pranburi-Staudamm
Der Pran-Buri-Staudamm (⊙) wurde von 1967 bis 1982 errichtet, um die Tiefebene gegen die regelmäßig auftretenden Überschwemmungen zu sichern und um eine zuverlässige Bewässerung der Felder zu erhalten. Der Damm ist 42 Meter hoch und etwa 1,5 Kilometer lang und sorgt für einen künstlichen See von 29 km² Fläche mit rund 420 Millionen m³ Wassermenge.
An der Mündung liegt das Waldschutzgebiet Pran Buri.

## Quelle
- Organizational and Water Management Improvement of Pranburi Operation and Maintenance Project – PDF-Datei des japanischen Ministry of Agriculture, Forestry and Fisheries (auf Englisch)